# Brenchley
Brenchley es una parroquia civil y un pueblo del distrito de Tunbridge Wells, en el condado de Kent (Inglaterra).

## Geografía
Según la Oficina Nacional de Estadística británica, Brenchley tiene una superficie de 21,89 km².

## Demografía
Según el censo de 2001, Brenchley tenía 2715 habitantes (50,17% varones, 49,83% mujeres) y una densidad de población de 124,03 hab/km². El 19,78% eran menores de 16 años, el 73,19% tenían entre 16 y 74 y el 7,03% eran mayores de 74. La media de edad era de 41,06 años. Del total de habitantes con 16 o más años, el 21,76% estaban solteros, el 66,71% casados y el 11,52% divorciados o viudos.
El 94,81% de los habitantes eran originarios del Reino Unido. El resto de países europeos englobaban al 1,62% de la población, mientras que el 3,57% había nacido en cualquier otro lugar. Según su grupo étnico, el 99,01% eran blancos, el 0,66% mestizos, el 0,11% asiáticos, el 0,11% negros y el 0,11% chinos. El cristianismo era profesado por el 79,34%, el budismo por el 0,11%, el judaísmo por el 0,15%, el islam por el 0,11% y cualquier otra religión, salvo el hinduismo y el sijismo, por el 0,37%. El 13,96% no eran religiosos y el 5,97% no marcaron ninguna opción en el censo.
1310 habitantes eran económicamente activos, 1289 de ellos (98,4%) empleados y 21 (1,6%) desempleados. Había 1057 hogares con residentes, 31 vacíos y 6 eran alojamientos vacacionales o segundas residencias.